# لودفيغ هارون غانز
لودفيغ هارون غانز (بالألمانية: Ludwig Aaron Gans)‏ هو رائد أعمال ألماني، ولد في 17 يوليو 1794 في تسيله في ألمانيا، وتوفي في 27 يونيو 1871 في فرانكفورت في ألمانيا.